# Алексије Раул
Алексије Раул (умро после 1366.) је био грчки властелин и велики доместик српског цара Душана (1331-1355). Као кефалија је управљао градом Зихном у Серској држави.

## Биографија
По освајању грчких територија, српски цар Душан (1331-1355) је укључивао у нову структуру и грчку властелу која би признала његову власт. У крупну властелу спадао је и Алексије Раул који је, вероватно од самог Душана, добио титулу великог доместика. Алексије је био велепоседник из области Зихне. Душану је пришао да би сачувао своје поседе. Висока титула коју је носио није била у вези са функцијом коју је обављао. Она је у овом случају означавала Алексијево место у хијерархији. Душан Алексија у повељама назива вољеним дворанином. Изгледа да је са Душаном био у сродству јер се у једном документу назива царевим ујаком. Алексије је изгледа учествовао у немирима у Цариграду 1345. године. Неки Алексије Раул је носио је титулу дукса и подржавао је Јована Кантакузина. Један је од атентатора на мегадукса Алексија Апокавка у време грађанског рата. Идентификација није потпуно сигурна, али се, према речима Георгија Острогорског, не сме ни потпуно одбацити због сличности у имену и презимену. У Византији оно није било много раширено. Током Душанове владавине Алексије носи титулу кефалије Зихне. Био је значајан политички чинилац Серске области. Након преузимања власти Угљеше Мрњавчевића (од Душанове удовице Јелене), сачуван је један документ који помиње Алексија у спору кога је водио против панхиперсеваста Стефана Калотета 1366. године. У спор је увучен и манастир Ватопед који је трпео велике штете од поступака Алексија Раула. То је последњи помен Раула у историјским изворима.